# Старожиловский район
Старожи́ловский район — административно-территориальная единица (район) и муниципальное образование (муниципальный район) на западе центральной части Рязанской области России.
Административный центр — посёлок городского типа Старожилово.

## География
Площадь района — 1007 км². Граничит на востоке со Спасским, на западе — с Пронским, на юге — с Кораблинским, на севере — с Рязанским, на юго-востоке — с Шиловским районами Рязанской области.
Основные реки — Проня, Истья, Меча, Песочная, Новешка, Полька, Тысья.
Почвы преимущественно лесные. Под пашней находится 68 % земли района.
Леса в районе практически отсутствуют.
Полезные ископаемые: торф, глины, камни строительные, пески для дорожных работ, пески формовочные, кварцевые.

## История
Хрущёво-Тырновский клад из 228 серебряных куфичесских монет (дирхамов), найденный недалеко от реки Истья рядом с деревней Хрущёво-Тырново, по самым молодым монетам датируется второй половиной 870-х годов.
Славянские селища и городища возникают в XI—XIII вв. Сёла Гулынки, Перевлес, Большие Поляны и Столпцы являются наиболее древними. Первые документальные сведения (приправочные книги) о населённых местах края относятся к XVI—XVII вв.
Земли нынешнего района входили в состав Пронского уезда.
12 июля 1929 года был образован Старожиловский район в составе Рязанского округа Московской области. В его состав вошли следующие сельсоветы бывшей Рязанской губернии:
- из Рязанского уезда:
  - из Вышгородской волости: Мосоловский
  - из Затишьевской волости: Дятловский, Запольский, Шевцовский
  - из Предтеченской волости: Аристовский, Богдановский, Бутырский, Егоровский, Ефремовский, Лукинский, Лучинский, Мелекшино-Высельский, Мелекшинский, Полубояринский, Сохинский, Столпянский, Суйский, Татаркинский
  - из Старожиловской волости: Акуловский, Больше-Пироговский, Больше-Полянский, Букринский, Быковский, Вороновский, Гребневский, Гулынский, Долговский, Епихинский, Ершовский, Истьинский, Каленцевский, Мало-Пироговский, Медвежский, Михалковский, Музалевский, Никитинский, Новодеревенский, Носилово-Голицынский, Носилово-Сазоновский, Панинский, Перевлесский, Пожогинский, Рождественский, Ромодановский, Сазоновский, Слободский, Соболевский, Старожиловский, Урицкий, Ухорский, Харламовский, Хрущево-Старожиловский, Чернобаевский, Шелковский
  - из Тырновской волости: Гремяковский, Доброслободский, Долматовский, Карповский, Киселевский, Лужковский, Мышеневский, Хрущево-Тырновский
- из Троице-Пеленицкой волости Спасского уезда: Ласковский, Хламовский.

21 февраля 1935 года в новый Шелуховский район были переданы Больше-Пироговский, Бутырский, Мало-Пироговский, Мелекшино-Высельский, Новодеревенский, Урицкий и Ухорский с/с.
5 апреля 1936 года были упразднены Акуловский, Епихинский, Лужковский, Лучинский, Музалевский, Мышеневский и Шелковский с/с. 27 апреля из Шелуховского района в Старожиловский был передан Бутырский с/с.
26 сентября 1937 года Старожиловский район был передан Рязанской области.
1 марта 1944 года из состава Старожиловского района был выделен Букринский район (к нему отошли Букринский, Вороновский, Гребневский, Долматовский, Добро-Слободский, Запольский, Истьинский, Карповский, Гремяковский, Киселевский, Ласковский, Медвежский, Михалковский, Мосоловский, Никитинский, Пожогинский, Ромадановский, Рождественский, Хрущево-Тырновский, Хламовский, Чернобаевский и Шевцовский с/с). 5 апреля 1956 года Букринский район был присоединён обратно к Старожиловскому.

## Население
| 1939    | 1959    | 1970    | 1979    | 1989    | 2002    | 2009    | 2010    | 2012    |
| ------- | ------- | ------- | ------- | ------- | ------- | ------- | ------- | ------- |
| 47 588  | ↘27 176 | ↘23 197 | ↘19 598 | ↘17 762 | ↗17 954 | ↘17 569 | ↘17 136 | ↗17 224 |
| 2013    | 2014    | 2015    | 2016    | 2017    | 2018    | 2019    | 2020    | 2021    |
| ↗17 318 | ↗17 409 | ↘17 373 | ↘17 315 | ↘17 175 | ↘16 994 | ↘16 776 | ↘16 728 | ↘15 831 |
| 2023    |         |         |         |         |         |         |         |         |
| ↘15 692 |         |         |         |         |         |         |         |         |

### Урбанизация
Городское население (посёлок городского типа Старожилово) составляет 31,45 % населения района.

### Национальный состав
По итогам переписи населения 2020 года проживали следующие национальности (национальности менее 0,1 % и другое, см. в сноске к строке «Другие»):
| Национальность | Численность, чел. | Доля     |
| -------------- | ----------------- | -------- |
| Русские        | 14 479            | 91,46 %  |
| Мордва         | 126               | 0,80 %   |
| Азербайджанцы  | 91                | 0,57 %   |
| Украинцы       | 80                | 0,51 %   |
| Узбеки         | 72                | 0,45 %   |
| Армяне         | 58                | 0,37 %   |
| Таджики        | 57                | 0,36 %   |
| Татары         | 47                | 0,30 %   |
| Чуваши         | 41                | 0,26 %   |
| Молдаване      | 41                | 0,26 %   |
| Лезгины        | 40                | 0,25 %   |
| Табасараны     | 27                | 0,17 %   |
| Белорусы       | 23                | 0,15 %   |
| Киргизы        | 19                | 0,12 %   |
| Немцы          | 18                | 0,11 %   |
| Другие         | 612               | 3,86 %   |
| Итого          | 15 831            | 100,00 % |

## Территориальное устройство
В рамках административно-территориального устройства, Старожиловский район включает 1 посёлок городского типа и 6 сельских округов.
В рамках организации местного самоуправления, муниципальный район делится на 7 муниципальных образований, в том числе 1 городское и 6 сельских поселений.
| № | Муниципальное образование          | Административный центр      | Количество населённых пунктов | Население (чел.) | Площадь (км²) |
| - | ---------------------------------- | --------------------------- | ----------------------------- | ---------------- | ------------- |
| 1 | Старожиловское городское поселение | рабочий посёлок Старожилово | 26                            | ↘5879            | 361,35        |
| 2 | Гребневское сельское поселение     | село Гребнево               | 22                            | ↘1655            | 166,41        |
| 3 | Гулынское сельское поселение       | посёлок Рязанские Сады      | 10                            | ↘1295            | 58,48         |
| 4 | Истьинское сельское поселение      | село Истье                  | 6                             | ↗2391            | 56,10         |
| 5 | Ленинское сельское поселение       | посёлок Совхоз имени Ленина | 13                            | ↘2104            | 108,21        |
| 6 | Мелекшинское сельское поселение    | деревня Мелекшино           | 19                            | ↘1245            | 160,61        |
| 7 | Столпянское сельское поселение     | деревня Ершово              | 10                            | ↘1242            | 96,15         |

## Населённые пункты
В Старожиловском районе 106 населённых пунктов, в том числе 1 городской (пгт) и 105 сельских.
| №   | Населённый пункт     | Тип     | Население | Муниципальное образование          |
| --- | -------------------- | ------- | --------- | ---------------------------------- |
| 1   | Акулово              | деревня | ↘83       | Гребневское сельское поселение     |
| 2   | Акуловский Участок   | деревня | 48        | Гулынское сельское поселение       |
| 3   | Алабино              | деревня | ↘0        | Старожиловское городское поселение |
| 4   | Аристово             | деревня | ↘332      | Мелекшинское сельское поселение    |
| 5   | Арсеново             | деревня | 0         | Гребневское сельское поселение     |
| 6   | Асташово             | село    | ↘20       | Гулынское сельское поселение       |
| 7   | Богданово            | деревня | ↘35       | Мелекшинское сельское поселение    |
| 8   | Большая Кременовка   | деревня | 0         | Ленинское сельское поселение       |
| 9   | Большие Поляны       | село    | ↘464      | Ленинское сельское поселение       |
| 10  | Большое Кожухово     | деревня | 21        | Гулынское сельское поселение       |
| 11  | Бутырки              | деревня | 47        | Мелекшинское сельское поселение    |
| 12  | Быково               | деревня | 31        | Столпянское сельское поселение     |
| 13  | Вельяминовка         | деревня | 13        | Мелекшинское сельское поселение    |
| 14  | Волоховские Выселки  | деревня | 9         | Мелекшинское сельское поселение    |
| 15  | Ворищи               | деревня | 19        | Столпянское сельское поселение     |
| 16  | Вороново             | село    | ↘104      | Старожиловское городское поселение |
| 17  | Горловское           | деревня | 1         | Гребневское сельское поселение     |
| 18  | Городецкое           | деревня | 5         | Столпянское сельское поселение     |
| 19  | Гребнево             | село    | ↘613      | Гребневское сельское поселение     |
| 20  | Гулынки              | село    | ↘254      | Гулынское сельское поселение       |
| 21  | Двойники             | деревня | →0        | Старожиловское городское поселение |
| 22  | Дроздово             | деревня | ↘2        | Старожиловское городское поселение |
| 23  | Душкино              | деревня | 10        | Гребневское сельское поселение     |
| 24  | Егоровка             | деревня | 7         | Ленинское сельское поселение       |
| 25  | Енинское             | деревня | ↘0        | Старожиловское городское поселение |
| 26  | Епихино              | деревня | ↘61       | Гребневское сельское поселение     |
| 27  | Ершово               | деревня | ↘540      | Столпянское сельское поселение     |
| 28  | Ефремово             | деревня | 0         | Гулынское сельское поселение       |
| 29  | Ефремово             | деревня | 14        | Мелекшинское сельское поселение    |
| 30  | Ефремовские Хутора   | деревня | 3         | Мелекшинское сельское поселение    |
| 31  | Залипяжье            | деревня | ↘7        | Истьинское сельское поселение      |
| 32  | Заполье              | село    | ↘22       | Гребневское сельское поселение     |
| 33  | Ивановское           | село    | ↘299      | Гребневское сельское поселение     |
| 34  | Игнатово             | деревня | 4         | Гребневское сельское поселение     |
| 35  | Истье                | село    | ↗2252     | Истьинское сельское поселение      |
| 36  | Карамышево           | деревня | →0        | Старожиловское городское поселение |
| 37  | Кареево              | деревня | ↗123      | Старожиловское городское поселение |
| 38  | Кащеевка             | деревня | 56        | Гребневское сельское поселение     |
| 39  | Кипенский            | посёлок | 8         | Мелекшинское сельское поселение    |
| 40  | Киселёво             | село    | ↘190      | Старожиловское городское поселение |
| 41  | Клетки               | деревня | 0         | Гребневское сельское поселение     |
| 42  | Климентьево          | деревня | ↘1        | Старожиловское городское поселение |
| 43  | Коленцы              | село    | ↘20       | Мелекшинское сельское поселение    |
| 44  | Кореньки             | деревня | 6         | Мелекшинское сельское поселение    |
| 45  | Красно-Андреевский   | посёлок | 2         | Ленинское сельское поселение       |
| 46  | Кулиги               | деревня | 7         | Истьинское сельское поселение      |
| 47  | Кутуково             | деревня | 7         | Столпянское сельское поселение     |
| 48  | Ласково              | деревня | ↘1        | Истьинское сельское поселение      |
| 49  | Лужки                | деревня | ↘0        | Старожиловское городское поселение |
| 50  | Лукино               | деревня | 13        | Мелекшинское сельское поселение    |
| 51  | Лучинск              | село    | ↘122      | Мелекшинское сельское поселение    |
| 52  | Лысцево              | деревня | 8         | Гулынское сельское поселение       |
| 53  | Лядихово             | деревня | →0        | Старожиловское городское поселение |
| 54  | Малая Кременовка     | деревня | 9         | Ленинское сельское поселение       |
| 55  | Малое Истье          | деревня | 8         | Ленинское сельское поселение       |
| 56  | Малое Кожухово       | деревня | 6         | Гулынское сельское поселение       |
| 57  | Малые Поляны         | деревня | 12        | Ленинское сельское поселение       |
| 58  | Матвеевка            | деревня | ↘1        | Старожиловское городское поселение |
| 59  | Медвежье             | деревня | ↘59       | Истьинское сельское поселение      |
| 60  | Мелекшино            | деревня | ↘351      | Мелекшинское сельское поселение    |
| 61  | Мелехово             | деревня | ↘0        | Старожиловское городское поселение |
| 62  | Михалково            | деревня | 12        | Гребневское сельское поселение     |
| 63  | Мишенево             | деревня | ↘6        | Старожиловское городское поселение |
| 64  | Мосолово             | село    | ↘15       | Гребневское сельское поселение     |
| 65  | Мосоловские Выселки  | деревня | 25        | Гребневское сельское поселение     |
| 66  | Музалево             | село    | ↘94       | Гулынское сельское поселение       |
| 67  | Муняково             | деревня | ↘287      | Столпянское сельское поселение     |
| 68  | Назарьевская Слобода | деревня | 9         | Гребневское сельское поселение     |
| 69  | Налескино            | деревня | →0        | Старожиловское городское поселение |
| 70  | Нелина Слобода       | деревня | 3         | Гребневское сельское поселение     |
| 71  | Никитинское          | село    | ↘25       | Старожиловское городское поселение |
| 72  | Никифоровское        | деревня | 2         | Гребневское сельское поселение     |
| 73  | Новоселки            | деревня | ↘4        | Старожиловское городское поселение |
| 74  | Панинская Слобода    | деревня | ↘115      | Старожиловское городское поселение |
| 75  | Панинское            | село    | ↘0        | Старожиловское городское поселение |
| 76  | Перевлес             | село    | ↘50       | Столпянское сельское поселение     |
| 77  | Пожогино             | деревня | 9         | Гребневское сельское поселение     |
| 78  | Полубояриново        | деревня | 1         | Мелекшинское сельское поселение    |
| 79  | Полянские Выселки    | деревня | 6         | Ленинское сельское поселение       |
| 80  | Поповичи             | деревня | 15        | Гребневское сельское поселение     |
| 81  | Пятинск              | деревня | →0        | Старожиловское городское поселение |
| 82  | Ромоданово           | село    | ↘10       | Старожиловское городское поселение |
| 83  | Ромоданово           | хутор   | ↘37       | Старожиловское городское поселение |
| 84  | Рязанские Сады       | посёлок | 1033      | Гулынское сельское поселение       |
| 85  | Сазоново             | деревня | ↘1        | Старожиловское городское поселение |
| 86  | Свиридовка           | деревня | 11        | Мелекшинское сельское поселение    |
| 87  | Смыгаловка           | деревня | 11        | Ленинское сельское поселение       |
| 88  | Соболево             | село    | ↘81       | Мелекшинское сельское поселение    |
| 89  | Совхоз имени Ленина  | посёлок | 1084      | Ленинское сельское поселение       |
| 90  | Соха                 | деревня | ↘317      | Старожиловское городское поселение |
| 91  | Старожилово          | пгт     | ↘4935     | Старожиловское городское поселение |
| 92  | Старые Бобровинки    | деревня | 0         | Гребневское сельское поселение     |
| 93  | Столпцы              | село    | ↘373      | Столпянское сельское поселение     |
| 94  | Суйск                | село    | ↘126      | Ленинское сельское поселение       |
| 95  | Табатеровка          | деревня | 1         | Ленинское сельское поселение       |
| 96  | Тарасово             | деревня | ↘11       | Мелекшинское сельское поселение    |
| 97  | Татаркино            | деревня | ↘357      | Мелекшинское сельское поселение    |
| 98  | Тугушево             | деревня | 2         | Столпянское сельское поселение     |
| 99  | Харламово            | деревня | 0         | Гулынское сельское поселение       |
| 100 | Хламово              | село    | ↘2        | Гребневское сельское поселение     |
| 101 | Хрущево              | деревня | 643       | Ленинское сельское поселение       |
| 102 | Хрущево-Тырново      | деревня | ↘8        | Старожиловское городское поселение |
| 103 | Чернобаево           | село    | ↘493      | Гребневское сельское поселение     |
| 104 | Шелковая             | деревня | ↘133      | Столпянское сельское поселение     |
| 105 | Шишкино              | деревня | 2         | Мелекшинское сельское поселение    |
| 106 | Ямы                  | деревня | 3         | Истьинское сельское поселение      |

## Экономика
Сельское хозяйство ориентировано на производства зерна, картофеля, сахарной свёклы, фруктов, молока, мяса.
Наиболее значимые промышленные предприятия:
- Истьинский машиностроительный завод, с. Истье
- Старожиловский конный завод.

## Транспорт
Через район проходит ветка Московской железнодорожной дороги. Посёлок Старожилово связан асфальтированными дорогами с 13 центрами сельских административных округов. Действует междугородный автобусный маршрут «Рязань—Старожилово».

## Достопримечательности

### Старожиловский конный завод

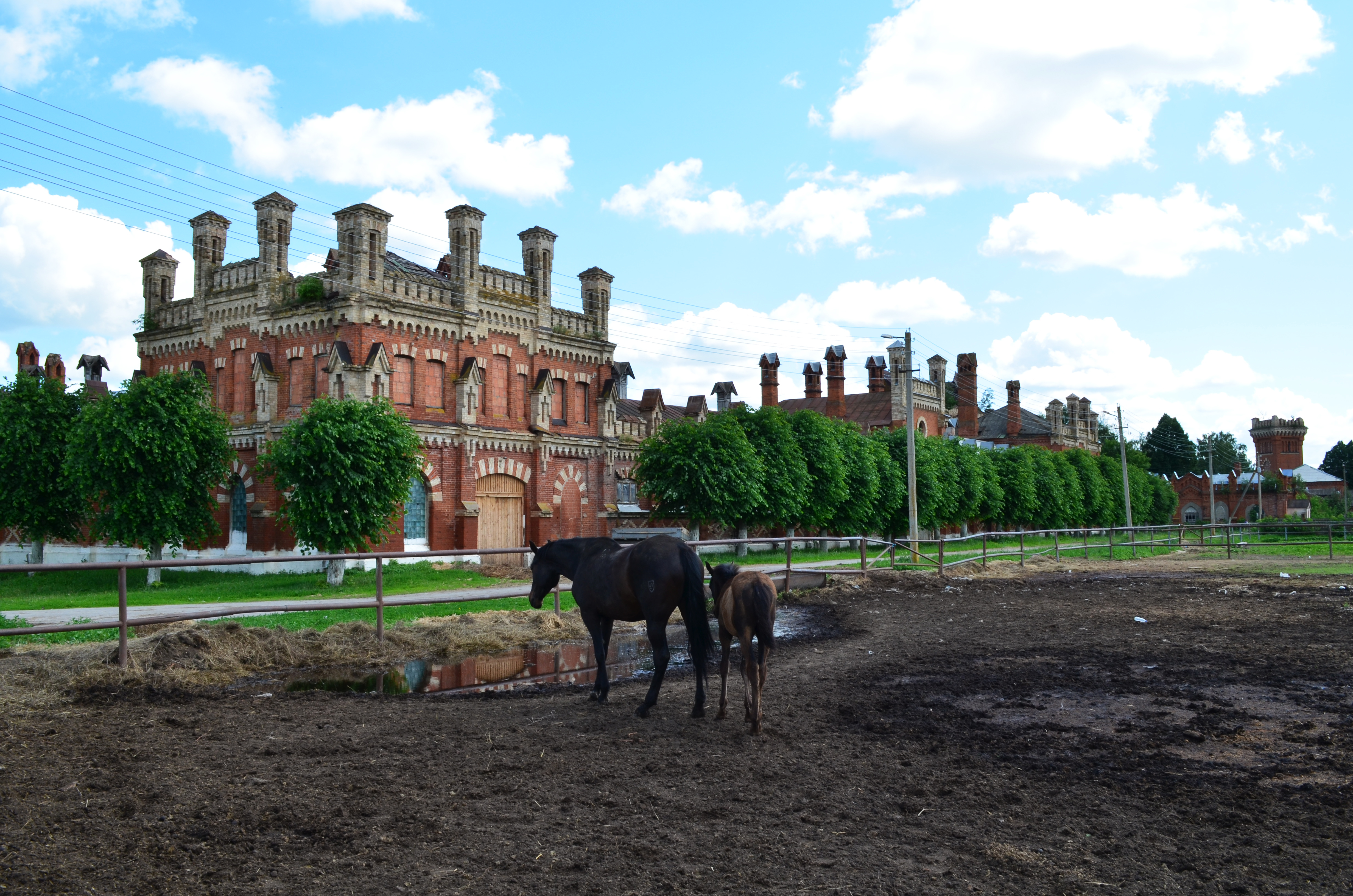
Старожиловский конный завод.

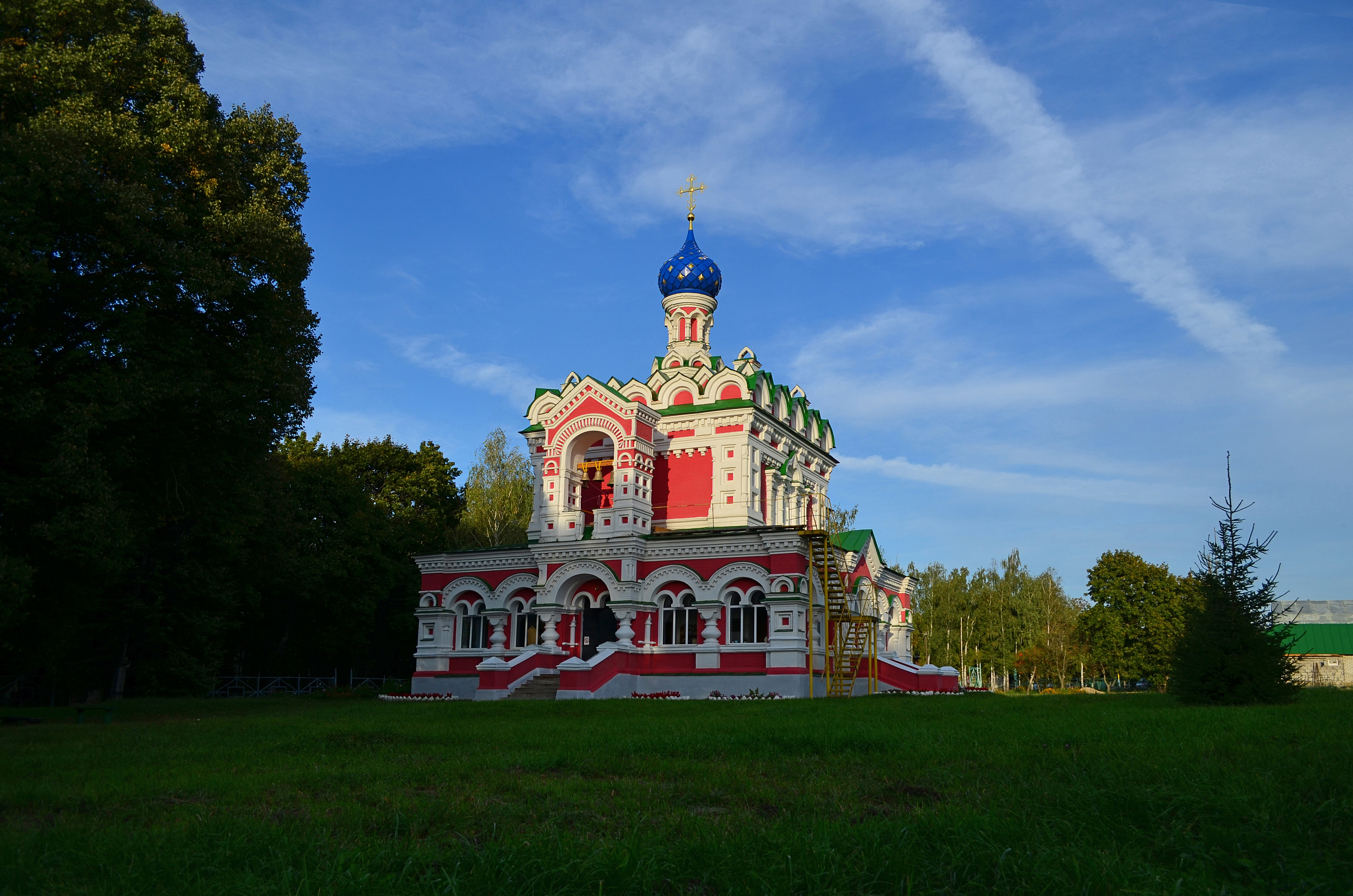
Фамильная церковь Дервизов в Старожилово.

Главной достопримечательностью Старожилово является Старожиловский конный завод.
В середине прошлого века старожиловсие земли приобретает для своей жены один из богатейших людей России, концессионер, строитель железных дорог граф Павел Григорьевич фон Дервиз (1826—1881). Однако строительство здесь разворачивается уже после его смерти и ведётся в течение шести лет — с 1891 по 1897 годы. Архитектором построек в имениях фон Дервиза стал начинающий зодчий Фёдор Шехтель.
Имение располагалось в трех населённых пунктах: Старожилово, Сохе и Ромоданове. В Старожилово, кроме конного завода, были ещё молочный завод, спиртовой склад, цветочная оранжерея и фамильная церковь Дервизов, которую с усадьбой соединял подземный ход.
И в наши дни завод радует глаз. Красно-белый ансамбль видно издалека. Стиль в котором было построено здание поражает воображение.

### Село Перевлес

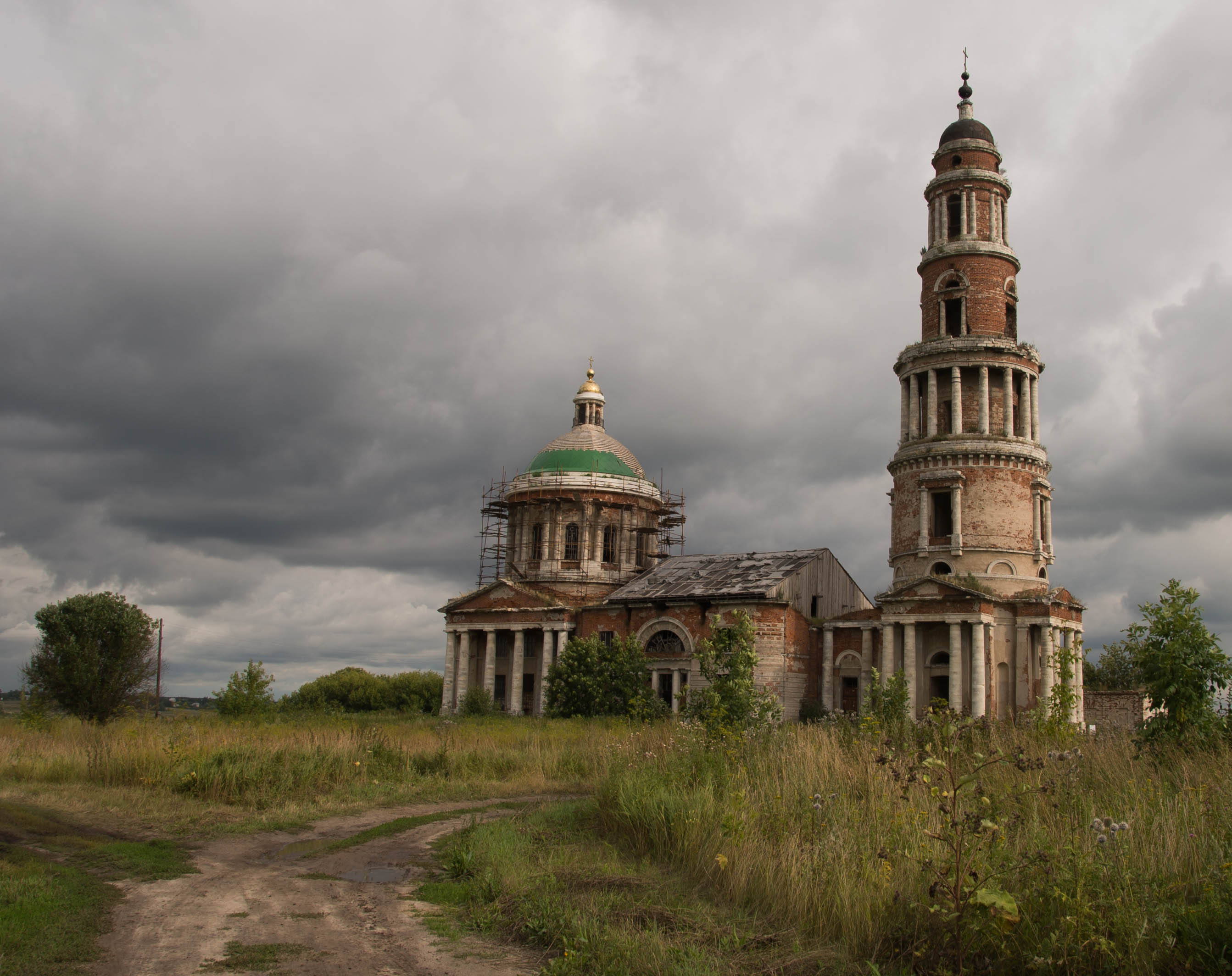
Храм Рождества Богородицы

У села Перевлес располагается древнее селище (XI―XIII вв.), храм Рождества Богородицы (1824—1839). Село принадлежало помещику И. И. Барыкову. Его иждивением здесь и построен в 1824—1839 годах грандиозный Богородицерождественский храм с гигантской колокольней. (Существует и вторая дата постройки — 1832 год). В 1839 году (29 октября) храм был освящен.
Перед нами произведение позднего классицизма с элементами ампира, произведение незаурядное не только по своей величине, но и архитектурному качеству. Сам храм представляет традиционную композицию «ротонда на четверике», осложненную портиками с севера и юга, но с полукруглой апсидой, колоннада которой вместе с колоннадой портиков образует своеобразный периптер. Эта колоннада апсиды, идущая, по-видимому, ещё от Кваренги, вообще явление довольно примечательное для первой трети XIX века, так как все немногочисленные примеры такого решения относятся к концу XVII века.
Ротонда Рождественской церкви очень высокая, прорезана множеством оконных проёмов, со сдвоенными полуколоннадами между ними. При взгляде на храм с юга или северо-востока все его колонны — портиков, апсиды и ротонды — образуют мощную систему ритмических вертикалей, к которым присоединяются колонны колокольни. Такое поистине «органное звучание» колоннад делает Рождественскую церковь уникальной.
Особое внимание привлекает колокольня. На её нижнем четверике водружены пять постепенно уменьшающихся по высоте и в диаметре цилиндров, верхний из которых перекрыт полусферическим куполом и увенчан фонарем с маленькой главкой. Мы знаем несколько цилиндрических классических ампирных колоколен, начиная с села Никольского близ Рузы (177—1776, архитектор И. Е. Старов) и церкви Всех Скорбящих в Москве (1787б архитектор В. И. Баженов), но второго такого пятиярусного круглого столпа, как в Перевлесе, назвать не можем. Ему уступают даже такие гиганты, как колокольня церкви Мартина Исповедника в Москве (1791—1806) и бывшая колокольня Спасо-Андроникова монастыря (1795—1803); обе — архитектора Р. Р. Казакова. Автор проекта перевлесской колокольни, конечно, знал эти произведения Казакова, знал он и старовскую колокольню в селе Никольском, откуда и идёт мотив круглой колоннады во втором снизу цилиндре столпа. Можно даже прямо сказать, что архитектура всей средней части взята из этого старовского создания, или, иначе говоря, старовская колокольня целиком поставлена на четверик и довершена двумя цилиндрами.

## Известные уроженцы
См. также: Категория:Родившиеся в Старожиловском районе
- Белицер, Александр Васильевич (1873—1940), учёный-бактериолог, ветеринар, профессор.
- Бутслов, Михаил Михайлович (1914—1978?), специалист в области электронного приборостроения, лауреат Ленинской премии, доктор технических наук, профессор.
- Быстров, Алексей Петрович (1899—1959), учёный-палеонтолог, доктор биологических наук, профессор
- Венюков, Михаил Иванович (1832—1901), русский путешественник и военный географ, генерал-майор. В 1857—1863 годах объехал Амур, Уссури, Забайкалье, Иссык-Куль, Тянь-Шань, Алтай и Кавказ. В 1868—1869 годах предпринял кругосветное путешествие, при чём с особенным вниманием отнесся к Китаю и Японии. 1874 год провёл в азиатской Турции, в 80-х годах посетил Алжир, Тунис, Сенегал и Гамбию, побережья Бразилии и Уругвая, а также острова Антильского архипелага. Результатом этих путешествий явились многочисленные печатные труды географического и военно-географического характера.
- Ганнушкин, Пётр Борисович (1875—1933), врач-психиатр, профессор МГУ.
- Головнин, Василий Михайлович (1776—1831), выдающийся мореплаватель, учёный-исследователь. Вице-адмирал. Генерал-интендант флота (1823), член-корреспондент Петербургской Академии наук (1818).
- Денисов, Сергей Евдокимович (1914—1945), гвардии младший лейтенант, командир артбатареи 207-го гвардейского стрелкового полка, Герой Советского Союза.
- Димитрий (Муретов) (1807—1883) — архиепископ Одесский, Ярославский, Волынский.
- Зайцев, Степан Иванович (1918—2014) — Герой Социалистического Труда, легендарный участник Атомного Проекта СССР, руководитель крупнейшего в мире ядерного комбината
- Крюков, Константин Алексеевич (1922—1979), гвардии лейтенант, заместитель командира эскадрильи 12-го гвардейского истребительного авиационного полка, Герой Советского Союза.
- Ловчев, Виктор Константинович (1918—1943), гвардии младший лейтенант, командир огневого взвода 167-го гвардейского легкого артиллерийского полка, Герой Советского Союза.
- Мин, Дмитрий Егорович (1818—1885), профессор-медик Московского университета, крупный специалист в области патологической анатомии и гигиены. И, наряду с этим, автор полного и лучшего в XIX в. перевода «Божественной комедии» Данте
- Орехов, Виктор Петрович (1923—1986), методист преподавания физики, кандидат педагогических наук, профессор РГПИ.
- Очирова, Александра Васильевна (1949), поэтесса, доктор философских наук, председатель комиссии по социальной и демографической политике Общественной палаты РФ.
- Перевлесский, Пётр Миронович (1815—1866), профессор русской словесности. Известен как составитель весьма распространенных учебных пособий.
- Пирумова, Наталья Михайловна (Иосифовна) (1923—1997) — учёный-историк, доктор исторических наук.
- Сорокина, Анастасия Кузьминична (1898 — ?), депутат Верховного Совета РСФСР 1-го созыва, председатель правления колхоза «Путь Ильича» Милославского района.
- Ценин, Сергей Александрович (1903—1978), оперный певец (тенор) и либреттист, педагог, заслуженный артист РСФСР (1947). В 1929—1961 годах — солист Музыкального театра имени Немировича-Данченко (с 1941 года — Музыкального театра имени Станиславского и Немировича-Данченко); в 1961—1975 годах — заведующий литературной частью театра.
- Улитина (Ходакова), Полина Дмитриевна (1902—1988), старший научный сотрудник МГУ, Лауреат государственной премии им. М. В. Ломоносова